# 肖爱华
肖爱华（1971年3月—），江苏江都人，中国女子击剑运动员，曾任南京体育学院党委常委、副校长，现任江苏省体育局副局长。她曾参加1988年、1992年、1996年和2000年夏季奥运会击剑比赛，还曾获得1994年亚洲运动会、1998年亚洲运动会女子花剑个人金牌。